# 龍運巴士E41線
龍運巴士E41線是由龍運巴士營運的一條北大嶼山對外巴士路線，來往大埔頭及航天城，途經大埔中心、大埔墟、廣福邨、城門隧道、青嶼幹線、東涌市中心、機場後勤區及機場客運大樓。
2023年11月26日前，本線往機場博覽館時駛上客運大樓離境大堂，不途經富豪機場酒店，是最後一條撤出客運大樓離境大堂的E線，除本線、E32和E36P外，其他來往機場的龍運巴士E線均只以機場地面運輸中心為總站。本線亦是大埔區唯一一條由沙田車廠派車的龍運巴士路線。行車里數達57.6公里，成為全港里程第二長的日間巴士路線。

## 歷史
運輸署招標首批25條機場巴士路線時，本線原本計劃大埔區總站為大埔中心，並途經沙田，但沙田區本身需求相當大，結果由E42提供沙田來往機場的服務，比起此線還早兩個多月開辦，而本線則不停沙田，以免造成服務不足及路線過份迂迴，另一方面因大埔中心巴士總站擠迫，大埔區總站最後定為大埔頭巴士總站。
- 1998年6月22日：本線開辦，初時來回程途經暢達路（富豪機場酒店）。
- 1998年7月11日：由機場開出後直接駛往機場路前往國泰城，不經暢達路（富豪機場酒店）。
- 1998年7月18日：往機場方向改為駛上暢航路（客運大樓離境大堂），不經暢達路（富豪機場酒店）。
- 2001年9月16日：本線總站由機場（地面運輸中心）遷往赤鱲角碼頭。
- 2002年3月8日：改經青衣北岸公路，不再經青衣西路。
- 2005年5月1日：配合機場管理局需關閉赤鱲角碼頭而遷往機場（地面運輸中心）。
- 2005年12月20日：配合亞洲國際博覽館啟用而遷往該處，以舒緩機場（地面運輸中心）總站之擠迫。
- 2007年3月10日：每日12:00-00:00由大埔頭開出之班次繞經翔天路（二號客運大樓）。
- 2007年12月22日：不再繞經翔天路（二號客運大樓）。
- 2008年6月8日：龍運巴士調整票價，不看齊城巴的接近路線收費（$4.0→$4.2）。
- 2008年8月25日：往機場博覽館方向，於駿運路東行的駿坪路及機場空運中心分站永久取消，並改停兩站之間的新分站－駿運北路。
- 2011年5月15日：龍運巴士調整票價。
- 2011年12月18日：本線往機場博覽館方向增設安慈路近海寶花園分站[1]。
- 2015年3月21日：增設到站時間預報。[2]
- 2023年11月26日: 機場總站由機場博覽館遷往航天城交通總匯，往機場方向改經暢達路，取消一號客運大樓(暢航路)站，增設暢達路（一號停車場）、暢達路(一號客運大樓(北))及富豪機場酒店站。[3]

## 服務時間及班次
| 大埔頭開         | 大埔頭開    | 大埔頭開     | 航天城開         | 航天城開    | 航天城開     |
| 日期             | 服務時間    | 班次（分鐘） | 日期             | 服務時間    | 班次（分鐘） |
| ---------------- | ----------- | ------------ | ---------------- | ----------- | ------------ |
| 星期一至五       | 05:15-05:45 | 15           | 星期一至五       | 05:30-14:40 | 25           |
| 星期一至五       | 05:45-06:33 | 12           | 星期一至五       | 14:40-16:20 | 20           |
| 星期一至五       | 06:33-07:00 | 9            | 星期一至五       | 16:20-17:05 | 15           |
| 星期一至五       | 07:00-08:00 | 12           | 星期一至五       | 17:17       | 17:17        |
| 星期一至五       | 08:00-13:40 | 20           | 星期一至五       | 17:30-19:00 | 15           |
| 星期一至五       | 13:40-17:00 | 25           | 星期一至五       | 19:00-22:20 | 25           |
| 星期一至五       | 17:00-19:00 | 20           | 星期一至五       | 22:20-00:00 | 20           |
| 星期一至五       | 19:00-00:00 | 25           |                  |             |              |
| 星期六           | 05:15-06:15 | 15           | 星期六           | 05:30-08:00 | 25           |
| 星期六           | 06:15-07:00 | 11/12        | 星期六           | 08:00-09:40 | 20           |
| 星期六           | 07:00-08:00 | 12           | 星期六           | 09:40-14:40 | 25           |
| 星期六           | 08:00-13:40 | 20           | 星期六           | 14:40-16:20 | 20           |
| 星期六           | 13:40-17:00 | 25           | 星期六           | 16:20-17:05 | 15           |
| 星期六           | 17:00-19:00 | 20           | 星期六           | 17:17       | 17:17        |
| 星期六           | 19:00-00:00 | 25           | 星期六           | 17:30-19:00 | 15           |
|                  |             |              | 星期六           | 19:00-22:20 | 25           |
| 22:20-00:00      | 20          |              | 星期六           |             |              |
| 星期日及公眾假期 | 05:15-06:15 | 15           | 星期日及公眾假期 | 05:30-14:40 | 25           |
| 星期日及公眾假期 | 06:15-07:00 | 11/12        | 星期日及公眾假期 | 14:40-16:20 | 20           |
| 星期日及公眾假期 | 07:00-08:00 | 12           | 星期日及公眾假期 | 16:20-17:05 | 15           |
| 星期日及公眾假期 | 08:00-13:40 | 20           | 星期日及公眾假期 | 17:17       | 17:17        |
| 星期日及公眾假期 | 13:40-17:00 | 25           | 星期日及公眾假期 | 17:30-19:00 | 15           |
| 星期日及公眾假期 | 17:00-19:00 | 20           | 星期日及公眾假期 | 19:00-22:20 | 25           |
| 星期日及公眾假期 | 19:00-00:00 | 25           | 星期日及公眾假期 | 22:20-00:00 | 20           |

## 收費
全程：$14.4
- 青嶼幹線轉車站往航天城：$11.2
- 過北大嶼山公路後往航天城：$4.5
- 廣福邨往大埔頭：$6.7

| - 本線設有12歲以下小童及65歲或以上長者半價優惠。 - 65歲或以上香港居民使用「樂悠咭」，以及12歲以下合資格殘疾兒童使用「殘疾人士身份」個人八達通繳付車資，均可享有每程$2.0或半價（以較低者為準）的票價優惠；12至64歲合資格殘疾人士使用「殘疾人士身份」個人八達通（包括「樂悠咭」），以及60至64歲香港居民使用「樂悠咭」繳付車資，均可享有每程$2.0或全費（以較低者為準）的票價優惠。 - 65歲或以上長者如使用長者或一般個人八達通繳付車資，則只可享有半價優惠；12至64歲合資格殘疾人士如不使用「殘疾人士身份」個人八達通，以及60至64歲人士如不使用「樂悠咭」繳付車資，必須繳付全費。 - 乘客可以現金或八達通於上車時付款，不設找續。 - 每位成人乘客可免費攜帶最多兩名4歲以下而不佔座位的兒童乘客乘車，超額之4歲以下小童必須繳付小童車費乘車。 - 持有「九巴月票」之乘客在車票有效期內，每日可享最多10程任何九龍巴士及龍運巴士路線（包括本路線，以及聯營路線的九龍巴士／龍運巴士提供的班次；惟乘搭機場「A」及「NA」線則可享原價二七折優惠（不會計算每天10次合資格車程））；而B1線則每日可享最多各2程（不會計算每天10次合資格車程）。 - 九龍巴士、城巴、龍運巴士及陽光巴士全職員工及家屬（不包括外判職員）可免費乘搭本路線，惟必須拍職員或職員家屬八達通。 - 乘客亦可透過多元化電子支付系統（e度嘟）繳付車資，包括使用非接觸式VISA卡、JCB卡、萬事達卡、銀聯卡、美國運通、大來國際、Discover Card、Apple Pay、Google Pay、Samsung Pay、AlipayHK「易乘碼」、支付寶、WeChatHK／微信支付「搭車碼」、銀聯雲閃付「乘車碼」及BOC Pay「乘車碼」。乘客使用此付款方式，使用此支付方式的乘客可享有中途下車之分段收費，以及與其他九巴／龍運獨營路線或聯營線九巴／龍運班次之轉乘優惠，惟不適用於與非九巴／龍運路線之轉乘優惠，亦不能享有「公共交通費用補貼計劃」及「長者及合資格殘疾人士公共交通票價優惠計劃」。 - 此路線接受接受以非接觸式Visa、萬事達卡、銀聯卡、Apple Pay、Google Pay、Samsung Pay、AlipayHK「易乘碼」及銀聯雲閃付「乘車碼」繳付車資。使用此等付款方式將只可享有其他同樣接受此付款方式的路線的轉乘優惠，亦不能受惠於劃一$2票價優惠及公共交通費用補貼計劃。 |

### 八達通轉乘優惠
乘客登上本線後指定時間內以同一張八達通卡轉乘以下路線，或從以下路線登車後指定時間內以同一張八達通卡轉乘本線，次程可獲車資折扣優惠：
E41←→龍運E線
- E41往航天城 → E31往逸東邨，次程車資全免，於青嶼幹線轉車站轉乘，轉乘時限為150分鐘
- E31往荃灣 → E41往大埔頭，次程車資全免，於青嶼幹線轉車站轉乘，轉乘時限為90分鐘
- E42往機場 → E41往航天城，次程可獲$4.3折扣優惠，於東涌至機場沿途各站轉乘，轉乘時限為150分鐘
- E41往大埔頭 → E42往市區，次程車資全免，於青嶼幹線轉車站轉乘，轉乘時限為90分鐘

E41←→龍運A線，於青嶼幹線轉車站轉乘
- A31、A41、A41P或A43往機場 → E41往航天城，次程車資全免，轉乘時限為150分鐘
- E41往大埔頭 → A31、A41、A41P或A43往市區，回贈首程車資，轉乘時限為90分鐘

E41←→R8，次程可獲$1折扣優惠，於青嶼幹線轉車站轉乘
- E41任何方向 → R8往迪士尼樂園，轉乘時限為120分鐘
- R8往青嶼幹線轉車站 → E41任何方向，轉乘時限為60分鐘

E41←→S64、嶼巴3M、11、23、37、38系，次程可獲$1折扣優惠
- E41往航天城 → S64往逸東邨、嶼巴3M、11、23往南大嶼山、37任何方向或38往逸東邨，轉乘時限為150分鐘
- S64往機場、嶼巴M、11、23往東涌、37任何方向或38往東涌站 → E41往大埔頭，轉乘時限為90分鐘

E41←→城巴S52，次程可獲$0.5折扣優惠
- E41往航天城 → S52往飛機維修區，轉乘時限為150分鐘
- S52往逸東邨 → E41往大埔頭，轉乘時限為90分鐘

## 使用車輛
現時E41使用13輛巴士行走。

## 行車路線
大埔頭開經：大埔頭路、汀太路、汀角路、安慈路、大埔中心巴士總站、安慈路、安祥路、寶鄉橋、寶鄉街、廣福道、大埔公路－元洲仔段、吐露港公路、大埔公路－沙田段、城門隧道公路、城門隧道、象鼻山路、德士古道北、德士古道天橋、德士古道、青荃路、青衣北岸公路、青衣西北交匯處、青嶼幹線、北大嶼山公路、東涌東交匯處、裕東路、順東路、赤鱲角南路、駿運路、駿運路交匯處、航膳西路、駿運路交匯處、觀景路、東岸路、機場路、暢連路、暢達路、機場北交匯處、航天城路及航天城第二街。
航天城開經：航天城第三街、航天城東路、航天城交匯處、暢連路、機場南交匯處、暢連路、機場（地面運輸中心）巴士總站、暢連路、機場南交匯處、機場路、東岸路、觀景路、駿明路、觀景路、駿運路交匯處、航膳西路、駿運路交匯處、駿運路、駿坪路、赤鱲角南路、順東路、達東路、順東路、裕東路、東涌東交匯處、北大嶼山公路、青嶼幹線、青衣西北交匯處、青衣北岸公路、青荃路、德士古道、德士古道天橋、德士古道北、象鼻山路、城門隧道、城門隧道公路、大埔公路－沙田段、吐露港公路、大埔公路－元洲仔段、廣福道、寶鄉街、寶鄉橋、安祥路、安慈路、大埔中心巴士總站、安慈路、汀角路、大埔太和路、汀太路及大埔頭路。

### 沿線車站

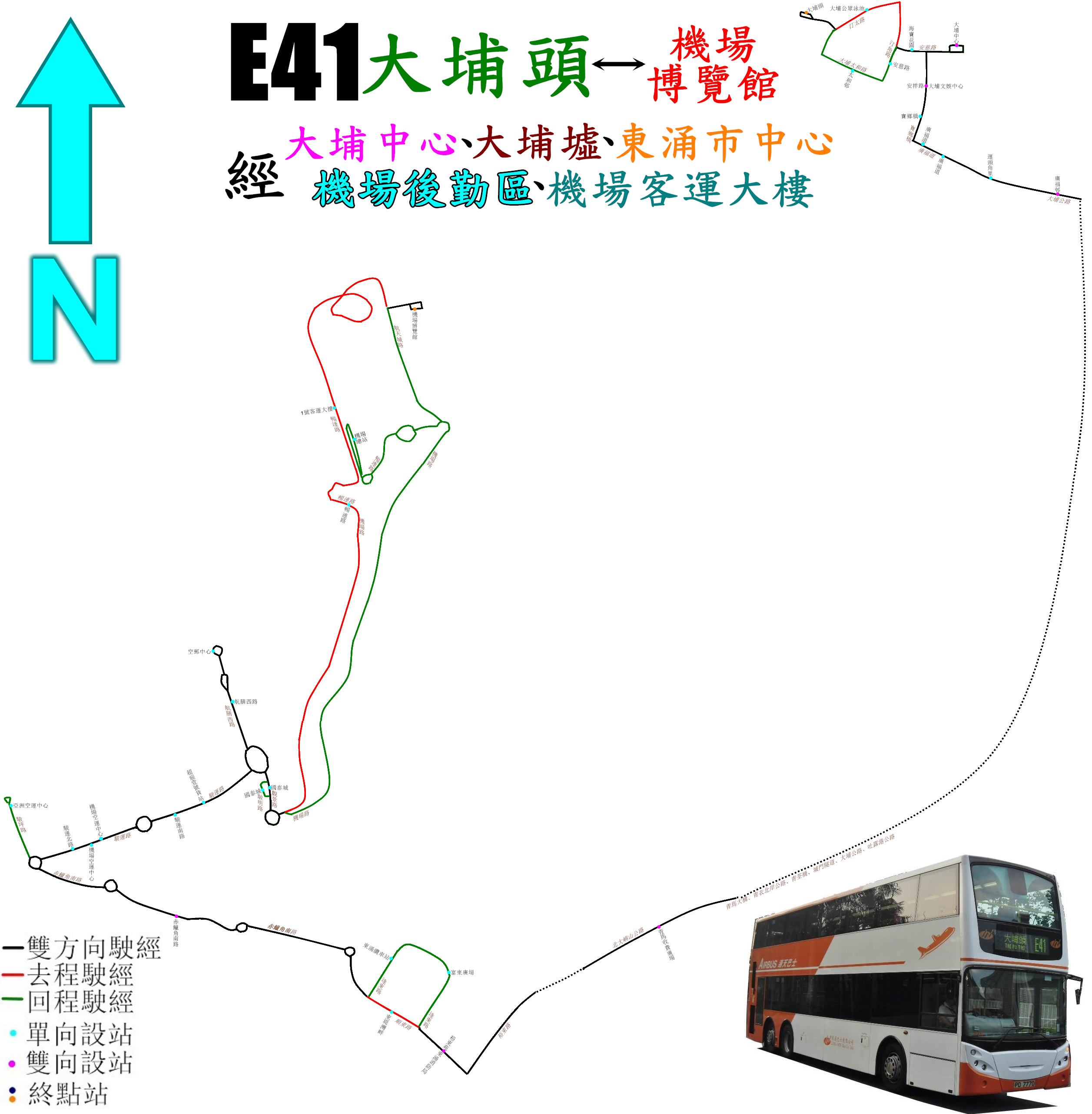
本線的走線圖

| 大埔頭開 | 大埔頭開             | 大埔頭開          | 航天城開 | 航天城開                     | 航天城開                     |
| 序號     | 車站名稱             | 位置              | 序號     | 車站名稱                     | 位置                         |
| -------- | -------------------- | ----------------- | -------- | ---------------------------- | ---------------------------- |
| 1        | 大埔頭巴士總站       | 大埔頭巴士總站    | 1        | 航天城巴士總站               | 航天城交通總匯               |
| 2        | 大埔公眾泳池         | 汀太路            | 2        | 機場（地面運輸中心）巴士總站 | 機場（地面運輸中心）巴士總站 |
| 3        | 海寶花園             | 安慈路            | 3        | 國泰城                       | 駿明路                       |
| 4        | 大埔中心             | 大埔中心巴士總站  | 4        | 機場警署                     | 航膳西路                     |
| 5        | 大埔文娛中心         | 安祥路            | 5        | 駿運南路                     | 駿運路                       |
| 6        | 廣福道               | 廣福道            | 6        | 機場空運中心                 | 駿運路                       |
| 7        | 運頭角里             | 廣福道            | 7        | 亞洲空運中心                 | 駿坪路                       |
| 8        | 廣福邨               | 大埔公路—元洲仔段 | 8        | 赤鱲角南路                   | 赤鱲角南路                   |
| 9        | 青嶼幹線轉車站（A4） | 北大嶼山公路      | 9        | 東涌纜車站                   | 達東路                       |
| 10       | 東涌消防局           | 順東路            | 10       | 東薈城                       | 達東路                       |
| 11       | 東堤灣畔             | 順東路            | 11       | 裕東苑                       | 順東路                       |
| 12       | 赤鱲角南路           | 赤鱲角南路        | 12       | 青嶼幹線轉車站（N1）         | 北大嶼山公路                 |
| 13       | 駿運北路             | 駿運路            | 13       | 廣福邨                       | 大埔公路－元洲仔段           |
| 14       | 香港空運貨站         | 駿運路            | 14       | 廣福道                       | 廣福道                       |
| 15       | 空郵中心             | 航膳西路          | 15       | 寶鄉橋                       | 寶鄉街                       |
| 16       | 國泰城               | 觀景路            | 16       | 安祥路                       | 安祥路                       |
| 17       | 暢連路               | 暢連路            | 17       | 大埔中心                     | 大埔中心巴士總站             |
| 18       | 一號停車場           | 暢達路            | 18       | 安慈路                       | 汀角路                       |
| 19       | 一號客運大樓（北）   | 暢達路            | 19       | 太和邨                       | 大埔太和路                   |
| 20       | 富豪機場酒店         | 暢達路            | 20       | 大埔頭巴士總站               | 大埔頭巴士總站               |
| 21       | 航天城巴士總站       | 航天城交通總匯    |          |                              |                              |

## 外部連結
龍運巴士
- 龍運巴士E41線 （页面存档备份，存于）
- 龍運巴士E41線詳細時間表 （页面存档备份，存于）

其他
- 龍運巴士E41線－i-busnet.com （页面存档备份，存于）
- 龍運巴士E41線－681巴士總站 （页面存档备份，存于）